# Deviser
Deviser je řecká kapela, která byla založena roku 1989 v krétském městě Chania. Její tvorba je orientována na melodický black metal.
V roce 1990 vyšlo první demo Forbidden Knowledge, debutní studiové album s názvem Unspeakable Cults vyšlo roku 1996.

## Historie
Kapela Deviser vznikla v roce 1989 v krétském městě Chania a zpočátku byla ovlivněna skupinami jako Sodom (Německo), Destruction (Německo), Hellhammer (Švýcarsko) a Bathory (Švédsko). V roce 1990 vyšly dvě dema Forbidden Knowledge a Psychic Completion, třetí v roce 1993 (Into His Unknown). Ještě předtím se Deviser přestěhovali do Athén v roce 1992. Skupina začala získávat ohlas v undergroundu podpořený koncerty s Tiamat, Rotting Christ, Ancient Rites, Eternal Solstice, Pentacle a dalšími. Na začátku roku 1996 vyšlo demo Thy Blackest Love, které mělo být přípravou na vydání debutního studiového alba. Tou dobou však došlo k personálním rošádám a sestava vykrystalizovala do podoby: Matt Hnaras (vokály, kytara), Nick Christogiannis (baskytara), Mike Tsembertzis (bicí) a George Triantafillakis (kytara). V červenci 1996 kapela podepsala smlouvu na dvě CD s nizozemským hudebním vydavatelstvím Mascot Records a v srpnu téhož roku začínají nahrávat v řeckém studiu Praxis svou první velkou desku s názvem Unspeakable Cults, která vyšla v prosinci 1996.
Druhé album pod Mascot Records vyšlo v roce 1998 a jmenuje se Transmission to Chaos. V roce 1999 kapela nahrává promo pro vydavatelské firmy, díky níž získá kontrakt s belgickou firmou LSP a vydává třetí dlouhohrající desku Running Sore (2002). Avizovaná koncertní šňůra byla zrušena kvůli finančním problémům LSP. V roce 2004 vychází kompilační CD Thy Blackest Love (The Early Years) obsahující raritní materiál.

## Diskografie

### Dema
- Forbidden Knowledge (1990)
- Psychic Completion (1990)
- Into His Unknown (1993)
- Thy Blackest Love (1996)

### Studiová alba
- Unspeakable Cults (1996)
- Transmission to Chaos (1998)
- Running Sore (2002)
- Seasons of Darkness (2011)

### EP
- The Revelation of Higher Mysteries (1994)

### Kompilace
- Thy Blackest Love (The Early Years) (2004)